# Quartauropa nigrocellus
Quartauropa nigrocellus är en insektsart som beskrevs av Webb 1976. Quartauropa nigrocellus ingår i släktet Quartauropa och familjen dvärgstritar. Inga underarter finns listade i Catalogue of Life.